# Ba Lăng Hạo Giám
Ba Lăng Hạo Giám (zh. bālíng hàojiàn 巴陵顥鋻, ja. haryō kōkan), thế kỷ thứ 10, là Thiền sư Trung Quốc, môn đệ của Thiền sư Vân Môn Văn Yển.
Sử sách không lưu lại nhiều tài liệu về Sư, chỉ biết là sư thường Hành cước, không lưu lại lâu dài nơi Vân Môn và cũng chưa được thầy ấn chứng nơi đây. Sau khi rời Vân Môn chu du, sư chẳng gửi thư từ gì, chỉ dâng lên ba chuyển ngữ cho sư phụ, đó là:
1. Thế nào là Đạo? – "Người mắt sáng rơi giếng (zh. 明眼人落井)";
2. Thế nào là Xuy mao kiếm (zh. 吹毛劍, là thanh kiếm cực bén, chỉ cần thổi sợi lông qua liền đứt)? – "Cành san hô chống đến trăng" (zh. 珊瑚枝枝撐著月);
3. Thế nào là tông Đề-bà (Thánh Thiên)? – "Trong chén bạc đựng tuyết (zh. 銀椀裏盛雪)."[1]

Vân Môn đọc qua liền ấn chứng qua thư từ và hơn nữa, rất hài lòng với ba chuyển ngữ này, căn dặn môn đệ đến ngày kị chẳng cần làm gì, chỉ dâng ba chuyển ngữ này là đủ.
Khác với những câu trả lời ngắn gọn của Vân Môn (Nhất tự quan), sư thường sử dụng văn vần để trả lời những câu hỏi của thiền khách. Vì vậy sư cũng mang biệt hiệu "Giám đa khẩu."
Không biết sư tịch lúc nào, nơi nào.